# الكتابة والاختلاف
الكتابة والاختلاف (بالفرنسية: L'écriture et la différence)‏ هو كتاب للفيلسوف الفرنسي جاك دريدا، جمع بعضًا فيه من أوائل المحاضرات والمقالات التي بنت شهرته العالمية. نُشر في عام 1967 مع كتابي في علم الكتابة والكلام والظواهر.

## ملخص

### كوجيتو وتاريخ الجنون
تحتوي المجموعة على مقال «كوجيتو وتاريخ الجنون»، الذي ينتقد فيه ميشيل فوكو، الذي ألقي سابقًا محاضرة يوم 4 مارس/آذار عام 1963 في مؤتمر في كلية الفلسفة، تسبب اختلاف رأييهما في خلاف بين الاثنين، وربما الاختلاف دفع فوكو لكتابة ترتيب الأشياء (1966) وعلم آثار المعرفة.

### العنف وما وراء الطبيعة
في «العنف وما وراء الطبيعة،» يعلق دريدا على كتابات إيمانويل ليفيناس. حيث أشاد بليفيناس بفلسفة الانفتاح على الآخر، والواقع أنه يؤكد فكرة أن العيش من أجل الآخرين هو الخير المطلق. لكنه يرد فكرة أن الاتصال المواجهي يمكن أن يكون أخلاقي. وفي حين يرى ليفيناس الاتصال الكتابي مثل جثة لا تستجيب، يرى دريدا أن الكتابة يمكن أن تكون مساحة قيمة للقاء الأخلاقي. حيث كتب: «هل من الممكن عكس كل بيانات ليفيناس حول هذه النقطة؟ بإظهار، على سبيل المثال، أن الكتابة يمكن أن تقوم بنفسها، لأن لديها الوقت والحرية أكثر من الحديث المباشر وبإمكانها الهروب أفضل من الضرورة التجريبية».

### البنيوية الجدلية
وتتضمن المجموعة له محاضرة له عام 1966 في جامعة جونز هوبكينز، والتي غيرت مجرى المحاضرة وتغيير اسمها من هيكل التوقيع واللعب في خطاب العلوم الإنسانية إلى البنيوية الجدلية، وجذبت لدريدا أول اهتمام كبير خارج فرنسا.